# Liste der Gouverneure von Älvsborgs län
Dies ist eine Liste der Gouverneure von Älvsborgs län in Schweden von 1634 bis zu seiner Auflösung im Jahr 1997, als es mit Göteborgs och Bohus län und Skaraborgs län zu Västra Götalands län vereinigt wurde.
- Johan Henriksson Reuter (1634–1644)
- Nils Assersson Mannersköld (1644–1648)
- Per Ribbing (1648–1663)
- Per Larsson Sparre (1663–1674)
- Henrik Falkenberg (1674–1676)
- Hans Mörner (1676–1679)
- Henrik von Vicken (1679–1690)
- Lars Eldstierna (1690–1693)
- David Makeléer (1693–1708)
- Axel von Faltzburg (1708–10)
- Anders Sparrfelt (1710–16)
- Gustaf Fock (1716–25)
- Olof Gyllenborg (1725–33)
- Johan Palmfelt (1733–39)
- Axel Erik Roos (1740–49)
- Carl Broman (1749–51)
- Adolf Mörner (1751–56)
- Johan Råfelt (1756–63)
- Mauritz Posse (1763–69)
- Sven Cederström (1769–75)
- Michaël von Törne (1775–85)
- Fredric Lilliehorn (1785–1809)
- Johan Adam Hierta (1810)
- Lars Hierta (1810–1815)
- Per Adolph Ekorn (1816–17)
- Carl Georg Flach (1817–25)
- Paul Sandelhjelm (1825–50)
- Bengt Carl Bergman (1851–58)
- Eric Sparre (1858–86)
- Wilhelm Lothigius (1886–1905)
- Karl Husberg (1905–22)
- Axel von Sneidern (1922–41)
- Vilhelm Lundvik (1941–49)
- Arvid Richert (1949–54)
- Mats Lemne (1955–70)
- Gunnar von Sydow (1970–78)
- Göte Fridh (1978–91)
- Bengt K.Å. Johansson (1991–97)